# Christian Speyer
Pour les articles homonymes, voir Speyer.
Christian Georg Speyer (né le 21 février 1855 à Vorbachzimmern, mort le 5 octobre 1929 à Stuttgart) est un peintre allemand.

## Biographie
Christian Speyer est issu d'une famille de pasteurs. Poursuivant la tradition familiale, il va au séminaire théologique évangélique de Blaubeuren de 1869 à 1873. En 1873, il est admis au séminaire évangélique de Tübingen. Sous l'impression d'un voyage à l'Exposition universelle de 1873 à Vienne, il décide malgré l'opposition de ses parents d'avoir une carrière artistique. À partir de 1873, il étudie la peinture à l'Académie d'État des beaux-arts de Stuttgart (de) auprès de Bernhard von Neher et Carl von Häberlin.

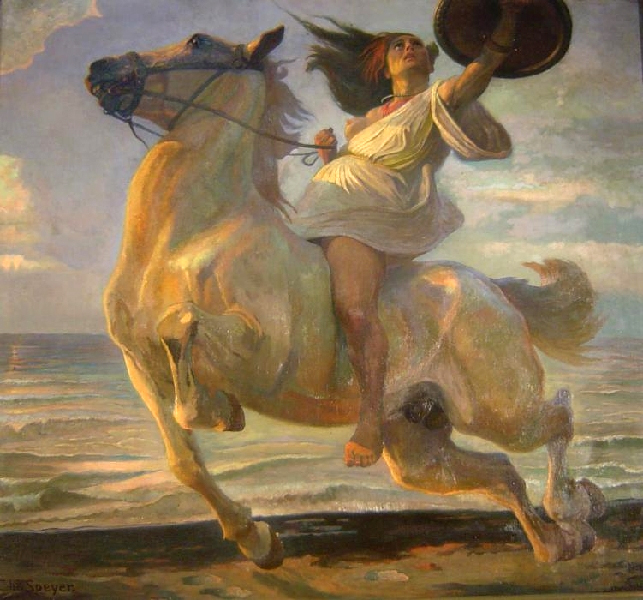
Amazone

Accompagné de l'explorateur africain Gustav Nachtigal, il voyage en Afrique du Nord. À Tunis, il trouve un appartement dans l'immeuble du consulat britannique. Il se consacre à la peinture de chevaux. Il rentre ensuite à Stuttgart et devient membre de l'association locale pour la promotion de l'art. En 1883, il s'installe à Munich. Il travaille comme illustrateur pour des magazines tels que Die Gartenlaube et Illustrirte Zeitung, comme illustrateur de livres et comme professeur assistant à l'école de dessin. Entre autres choses, il illustre des livres de guerre et militaires, dont Unser Volk in Waffen de Bernhard von Poten et de nombreux volumes des Rapports de bataille illustrés de la guerre franco-prussienne de Karl Bleibtreu. Dans ses peintures aussi, il se tourne de plus en plus vers des scènes militaires et de bataille. En 1891, il dessine l'affiche de l'exposition annuelle au Palais des glaces de Munich.
Speyer est l'un des membres fondateurs de la Sécession de Munich. En 1885 et 1887, il entreprend des voyages d'études à Berlin et en 1887 à Paris. En 1901, Speyer est nommé professeur de dessin à l'Académie royale des beaux-arts de Stuttgart, où il restera jusqu'à sa retraite en 1924. Sa tâche est principalement la formation de base en dessin des étudiants.
Christian Speyer est membre de la Deutscher Künstlerbund.